# Normandina acroglypta
Normandina acroglypta är en lavart som först beskrevs av Norman, och fick sitt nu gällande namn av Aptroot. Normandina acroglypta ingår i släktet Normandina, divisionen sporsäcksvampar och riket svampar.  Arten är reproducerande i Sverige. Inga underarter finns listade i Catalogue of Life.